# Ате сир Шер
Ате сир Шер (фр. Athée-sur-Cher) насеље је и општина у централној Француској у региону Центар (регион), у департману Ендр и Лоара која припада префектури Тур.
По подацима из 2011. године у општини је живело 2562 становника, а густина насељености је износила 74,33 становника/km². Општина се простире на површини од 34,47 km². Налази се на средњој надморској висини од 99 метара (максималној 104 m, а минималној 49 m).

## Демографија
| 1962. | 1968. | 1975. | 1982. | 1990. | 1999. | 2011. |
| ----- | ----- | ----- | ----- | ----- | ----- | ----- |
| 1.094 | 1.063 | 1.256 | 1.506 | 1.819 | 2.019 | 2.562 |

График промене броја становника у току последњих година